# Баишев, Сактаган Баишевич
Сактаган Баишевич Баишев (18 сентября [1 ноября] 1909 г., с. Акжар, Оренбургская губерния, Российская империя — 18 июня 1982, Алма-Ата, Казахская ССР, СССР) — советский государственный и партийный деятель, общественный деятель, учёный, доктор экономических наук, профессор, академик АН Казахстана, заслуженный деятель науки Казахской ССР, лауреат премии имени Ш.Уалиханова.

## Образование
Член ВКП(б) с 1931. В 1927 окончил Темирскую русско-казахскую семилетнею трудовую школу, в 1937 г. — с отличием окончил Алма-Атинский институт марксизма-ленинизма при ЦК КП(б) Казахстана.

## Биография
В 1927 работает на Карсакпайском медеплавильном заводе. Одновременно является председателем районного бюро юных пионеров в посёлке Карсакпае, а в 1930 г. назначается ответственным секретарем райкома ВЛКСМ в городе Туркестан. С 1930 г. работает в редакции молодёжной республиканской газеты «Лениншіл жас». Занимал должности заведующим отделом, затем заместителем редактора газеты.
С 1931 по 1933 гг. служил в рядах РККА. С 1937 г., после окончания Института марксизма-ленинизма, назначен директором Казахского филиала Института Маркса — Энгельса — Ленина при ЦК КП(б) Казахстана. Занимал данную должность до 1938 г.
В 1938 становится членом член ЦК КП(б) — КП Казахстана. Избирается депутатом Верховного Совета Казахской ССР первого созыва. С 1938 по 1941 гг. — ответственный редактор газеты «Социалистік Қазақстан» (ныне «Егемен Қазақстан»).
С первых дней Великой Отечественной войны на фронте. Был комиссаром бригады, начальником политотдела соединения, ответственным работником главного политического управления Красной армии, войну закончил в Берлине в составе 3-й ударной армии, штурмовавшей Рейхстаг. Старший батальонный комиссар.
В послевоенное время до 1946 г. работает начальником Управления по делам искусств при Совете Министров Казахской ССР, затем с 1946 по 1956 гг. возглавляет Казахский филиал Института Маркса-Энгельса-Ленина — Института Маркса-Энгельса-Ленина-Сталина при ЦК КП(б) — КП Казахстана.
- 1956—1968 гг. — директор Института экономики АН Казахской ССР,
- 1959—1963 гг. — председатель Верховного Совета Казахской ССР.

С 1968 г. — заведующий Отделом Института экономики Академии наук Казахской ССР.

## Научная деятельность
Им был переведены на казахский язык «Капитал» К.Маркса, избранные произведения К.Маркса и Ф.Энгельса в двух томах, работы В. И. Ленина «Развитие капитализма в России», «Империализм как высшая стадия капитализма» и др. Наиболее известные его работы: «Социалистическая индустриализация Казахстана» (1949), «Великие социалистические преобразования в Казахстане» (1950) и т. д. Всего за годы научной и общественной деятельности им опубликовано свыше 300 научных работ, в том числе 7 монографий.

## Учёные звания и должности
- 1948 г. — кандидат экономических наук
- 1956 г. — действительный член Академии наук Казахской ССР
- 1958 г. — вице-президент Академии наук Казахской ССР
- 1962 г. — доктор экономических наук
- 1963 г. — профессор политической экономии
- 1967 г. — член Президиума Академии наук Казахской ССР.

## Награды и премии
- Орден Октябрьской Революции
- Орден Отечественной войны 1 степени
- Орден Трудового Красного Знамени дважды (05.11.1940, «в связи с 20-летним юбилеем Казахской ССР, за достижения в развитии промышленности, сельского хозяйства, науки и искусства»; …)
- Орден «Знак Почёта»

медали
- 1968 г. — премия имени Ш. Уалиханова — награда академии наук
- 1961 г. — заслуженный деятель науки Казахской ССР.

## Память
- улице в г. Алматы присвоено имя С.Баишева.
- Темирская средняя школа имени С.Баишева.
- областная универсальная научная библиотека и университет С. Баишева в Актобе.
- на доме по ул. Жибек жолы 60 в г. Алматы, где долгие годы жил и работал С. Б. Баишев, установлена мемориальная доска.